# 熊沢復六
熊沢 復六（くまざわ またろく、1899年4月8日 - 1971年12月16日）は、日本のロシア文学者。
愛知県出身。東京外国語学校ロシア語卒。初期の築地小劇場に参加。1929年からはロシア文学の翻訳とソビエト社会主義文学理論の紹介を行い、1948年、愛知大学教授。

## 著書
- ゴーリキイ人生読本 人生読本叢書 第2巻 六芸社 1936
- 演劇の正しい見方とやり方 青雲社出版部 1948 (青雲社選書)
- 人および芸術家としてのゴーリキイ カホリ書房 1948

共編
- 北アルプス 田部重治共編 六芸社 1943

## 翻訳
- 貴族の家 トゥルゲーニエフ 三田書房 1922
- 横っ面をはられる彼 レオニイド・アンドレエエフ 北村喜八共訳 原姉社 1926
- 薄倖の孤児 ドストイエフスキイ 原始社 1926
- 白鳥の歌 チエエホフ 原始社 1926 (原始社プレイレツト)
- アンドレエエフ戯曲選集 原始社 1926-27
- 心にもなき悲劇役者 熊 記念祭(チエエホフ) 世界戯曲全集 第24巻(露西亜篇 2) 近代社 1927
- 検察官 結婚(ゴオゴリ) 賢者の抜け目 森林(オストロフスキー) 世界戯曲全集 第23巻(露西亜篇 1) 世界戯曲全集刊行会 1928
- 嗅ぎつける人々(レルベルク) 世界戯曲全集 第36巻(白耳義・和蘭篇) 世界戯曲全集刊行会 1928
- 飢ゑ(ユシュケエヰチ 心の劇場(エウレイノフ)　世界戯曲全集 第26巻(露西亜篇 4) 世界戯曲全集刊行会 1929
- 解放されたドン・キホオテ(ルナチャアルスキイ) 女王の陰謀(ア・トルストイ,シチエゴオレフ) 暴風(ベロツェルコオフスキイ 世界戯曲全集 第27巻(露西亜篇 5) 世界戯曲全集刊行会 1929
- ゴーリキイ全集 第15巻 別荘の人々 改造社 1930
- 舵を左へ! ビリ・ベロツエルコフスキー  ソヴエート・ロシア戯曲叢書 第1 衆人社 1930
- 世界芸術発達史 爛熟資本主義時代 マーツア 鉄塔書院 1931
- 現代欧洲文学とプロレタリアート /イ・マーツア 鉄塔書院 1931 (マルクス主義芸術史叢書)
- 二十世紀の欧洲文学 フリーチエ 鉄塔書院 1931 (マルクス主義芸術史叢書)
- 大尉の娘 プーシユキン 春陽堂 1932 (世界名作文庫)
- トルストイ研究 米川正夫共訳 隆章閣 1934
- 二友人 めぐりあひ ペトゥシコフ ツルゲーネフ全集 第1,4巻 隆章閣 1934
- クリスマス・ツリーと或る結婚式 正直な泥棒 ドストイエフスキイ全集 第1巻 三笠書房 1935
- 現代ソヴェト文学全集 第8巻 文芸評論 ゴーリキイ等 三笠書房 1935
- 虐げられし人々 ドストイエフスキイ全集 第3巻 三笠書房 1935
- 文学論 ゴーリキイ 三笠書房 1935
- 文芸の本質 文学・文芸学・批評 コム・アカデミー文学部編 清和書店 1936
- 文芸のジャンル ジャンルの本質 コム・アカデミー文学部編 清和書店 1936
- リアリズム 清和書店 1936 (文芸百科全書)
- 文学への道 ヴィノグラードフ 清和書店 1936
- 文芸学の発展と批判 フランツ・シルレル 清和書店 1936
- ルーヂン・澱み ツルゲーネフ全集 第1巻 六芸社 1936
- 小説の本質 ロマンの理論 コム・アカデミー文学部編 清和書店 1936
- アーシャ ツルゲーネフ全集 第5巻 六芸社 1936
- リアリズム文学論 清和書店 1937
- 文芸学の方法 清和書店 1937 (文芸百科全書)
- 短篇・長篇小説 清和書店 1937
- マルクスの藝術論 清和書店 1937 (文藝百科全書)
- 処女地 ツルゲーネフ全集 第6巻 六芸社 1937
- リアリズム論争 清和書店 1938
- 戯曲の本質 清和書店 1938 (文芸百科全書)
- チェーホフのドラマトゥルギー /バルハートゥイ テアトロ社 1938